# SpellForce
SpellForce is een computerspelreeks ontwikkeld door de Duitse computerspelontwikkelaar Phenomic. De spellen zijn een combinatie van het RTS genre en RPG genre. Het eerste spel in de reeks werd uitgebracht op 16 december 2003 en werd gevolgd door twee uitbreidingen. Het tweede deel werd uitgebracht op 20 april 2006. De spellen spelen in de fictieve wereld genaamd EO die bevolk wordt door allerlei magische wezens zoals Elven, Dwergen, Orks, Trollen, Demonen en nog veel meer.

## Spellen in de reeks
- SpellForce: The Order of Dawn (2003)
  - SpellForce: The Breath of Winter - Uitbreiding (2004)
  - SpellForce: Shadow of the Phoenix - Uitbreiding (2004)
- SpellForce 2: Shadow Wars (2006)
  - SpellForce 2: Dragon Storm - Uitbreiding (2007)
  - SpellForce 2: Faith in Destiny – Uitbreiding (2012)
- SpellForce 3:  (2017)
  - SpellForce 3: Soul Harvest - Uitbreiding (2019)